# Piper perstipulare
Piper perstipulare är en pepparväxtart som beskrevs av J.A. Steyermark. Piper perstipulare ingår i släktet Piper och familjen pepparväxter. Inga underarter finns listade i Catalogue of Life.